# İsmayıllı Rayonu
İsmayıllı Rayonu är ett distrikt i Azerbajdzjan. Det ligger i den centrala delen av landet, 150 km väster om huvudstaden Baku. Antalet invånare är 76 184. Arean är 2 074 kvadratkilometer.
Terrängen i İsmayıllı Rayonu är bergig åt nordost, men åt sydväst är den kuperad.
Följande samhällen finns i İsmayıllı Rayonu:
- İsmayıllı
- İvanovka
- Kyurtmashi
- Mican
- Kush-Yengidzha
- Kuba-Khalilli
- Gadzhygatamli
- Talıstan
- Diyallı
- Qalınçaq
- Topçu
- Tircan
- Cülyan
- Basqal
- Arakit
- Mollaisaqlı
- Kurbanefendili
- Qalagah
- Ruşan
- Lahıc
- Sulut
- Zarnova
- Kəlbənd
- Aşıqbayramlı
- Kürd Eldarbəyli
- Narimankend
- Buynuz
- Akhan
- Birinci Yeniyol
- Bizlan
- Keyvendi
- Uştal
- Shabiyan
- Tağlabiyan
- Myudzhyugaftaran
- Müdri
- Burovdal
- Cülyan
- Vaşa
- Myudryuse
- Pirəbülqasım
- Qıçatan
- Maçaxı

Trakten runt İsmayıllı Rayonu består till största delen av jordbruksmark. Runt İsmayıllı Rayonu är det ganska glesbefolkat, med 34 invånare per kvadratkilometer.